# 박우현 묘소
박우현 묘소(朴佑賢 墓所)는 충청북도 청주시 흥덕구 수의동에 있다. 2015년 4월 17일 청주시의 향토유적 제105호로 지정되었다.

## 개요
임진왜란때 청주성 탈환에 공을 세운 박우현의 묘소이다.